# Jüdischer Friedhof (Gura Humorului)

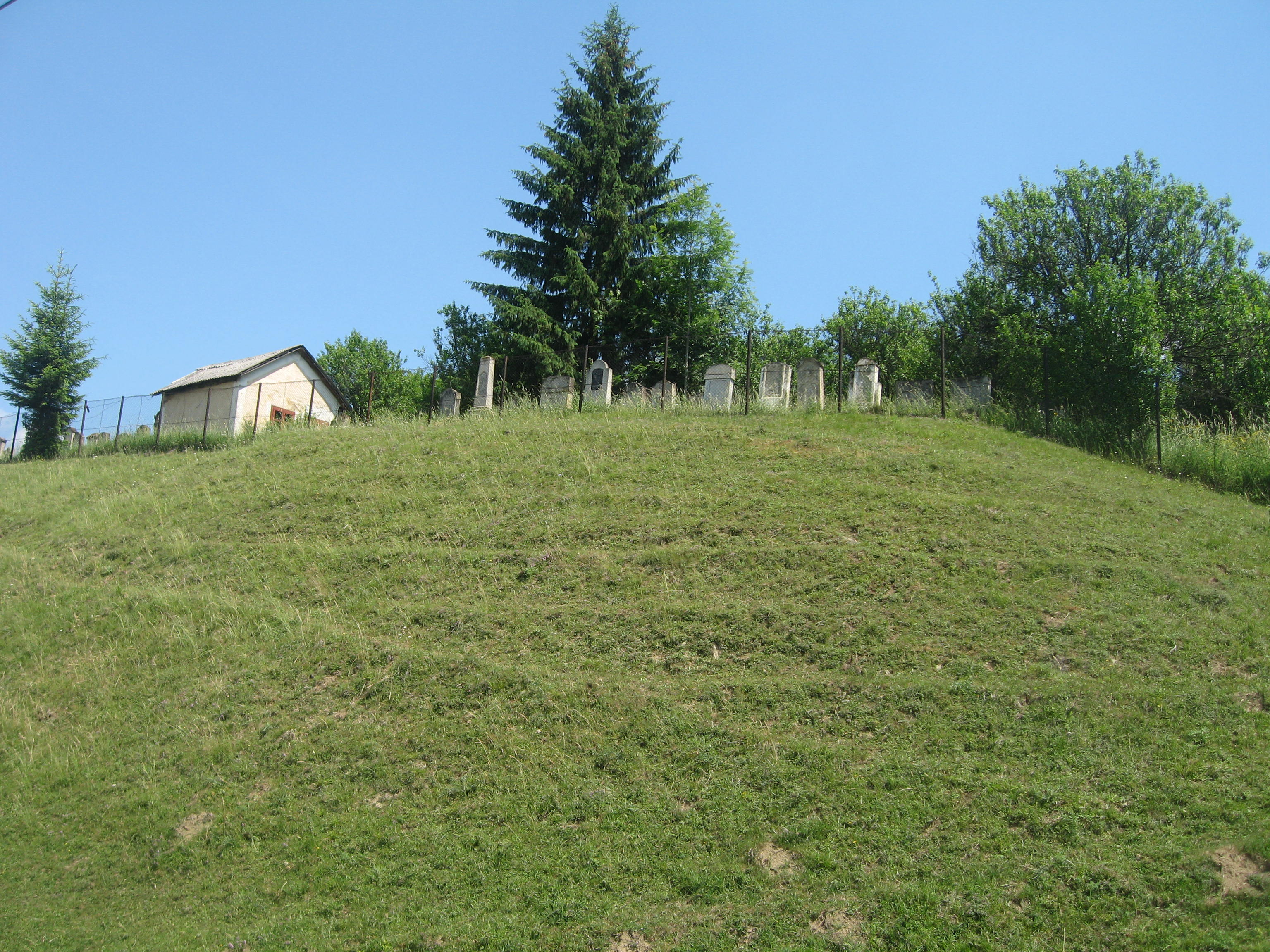
Jüdischer Friedhof Gura Humorului

Der Jüdische Friedhof Gura Humorului ist ein jüdischer Friedhof in Gura Humorului im Nordosten Rumäniens. Der aus dem achtzehnten Jahrhundert stammende Friedhof liegt am nördlichen Rand der Stadt, etwa 700 Meter vom Bahnhof entfernt. Auf ihm befinden sich etwa 2.000 Grabsteine. 